# Тица, Бранка
Бранка Тица (серб. Бранка Тица; род. 23 августа 2003, Сремска-Митровица, автономный край Воеводина, Сербия) — сербская волейболистка, нападающая-доигровщица.

## Биография
Родилась и начала заниматься волейболом в городе Сремска-Митровица. В 2017—2018 выступала за местную молодёжную команду «Први Темпо», а c 2018 на протяжении двух сезонов играла за команду первой лиги чемпионата Сербии «Омладинац». В 2020 перешла в «Единство» из города Стара-Пазова, дебютировав в её составе в суперлиге чемпионата Сербии и с которой дважды становилась чемпионкой страны, выигрывала Кубок и Суперкубок Сербии и Кубок Балканской волейбольной ассоциации (BVA). Дважды (в 2023 и 2024) признавалась лучшим игроком чемпионатов Сербии. В 2024 году заключила контракт с ВК «Уралочка-НТМК» (Россия).
В 2020—2024 Тица играла за молодёжную и старшую молодёжную сборные Сербии, в составе которых становилась серебряным призёром чемпионатов мира и Европы, а в 2022 — бронзовым призёром Средиземноморских игр. В 2024 дебютировала в национальной сборной Сербии, приняв в её составе участие в розыгрыше Лиги наций. 

### Клубная карьера
- 2017—2018 —  «Први Темпо» (Сремска-Митровица) — молодёжная команда;
- 2018—2020 —  «Омладинац» (Нови-Бановци);
- 2020—2024 —  «Единство» (Стара-Пазова);
- с 2024 —  «Уралочка-НТМК» (Свердловская область).

## Достижения

### Со сборными Сербии
- бронзовый призёр Средиземноморских игр 2022.
- двукратный серебряный призёр чемпионатов Европы среди старших молодёжных команд — 2022, 2024.
- серебряный призёр молодёжного чемпионата мира 2021.
- серебряный призёр молодёжного чемпионата Европы 2020.
- чемпионка Балканской волейбольной ассоциации (BVA) среди молодёжных команд 2023.

### С клубами
- двукратная чемпионка Сербии — 2023, 2024;
  - бронзовый призёр чемпионата Сербии 2021.
- победитель розыгрыша Кубка Сербии 2024;
  - серебряный призёр Кубка Сербии 2023.
- обладатель Суперкубка Сербии 2023.
- серебряный призёр розыгрыша Кубка Балканской волейбольной ассоциации (BVA) 2021.

### Индивидуальные
- 2021: лучшая нападающая-доигровщица (одна из двух) Кубка Сербии.
- 2021: лучшая нападающая-доигровщица (одна из двух) Кубка BVA.
- 2022: лучшая диагональная нападающая и лучший бомбардир чемпионата Сербии.
- 2022: лучшая нападающая-доигровщица (одна из двух) чемпионата Европы среди старших молодёжных команд.
- 2023: MVP чемпионата Сербии.
- 2024: MVP и лучшая нападающая-доигровщица (одна из двух) чемпионата Сербии.
- 2024: лучшая нападающая-доигровщица (одна из двух) чемпионата Европы среди старших молодёжных команд.